# Hoofdklasse hockey dames 1986/87
Het seizoen 1986/87 is de 6de editie van de dameshoofdklasse waarin onder de KNHB-vlag om het landskampioenschap hockey werd gestreden. 
In het voorgaande seizoen zijn Klein Zwitserland en Push gedegradeerd. Hiervoor zijn Groningen en Kampong in de plaats gekomen.
Amsterdam werd landskampioen, Oranje Zwart en EMHC degradeerden rechtstreeks.

## Eindstand
Na 22 speelronden was de eindstand:
| #  | Club         | GS | W  | G | V  | P  | DV      | DT      | DS  |
| -- | ------------ | -- | -- | - | -- | -- | ------- | ------- | --- |
| 1  | Amsterdam    | 22 | 20 | 1 | 1  | 41 | 74 - 12 | 74 - 12 | +62 |
| 2  | HGC          | 22 | 18 | 2 | 2  | 38 | 80 - 20 | 80 - 20 | +60 |
| 3  | Hilversum    | 22 | 10 | 6 | 6  | 26 | 30 - 19 | 30 - 19 | +11 |
| 4  | Upward       | 22 | 10 | 6 | 6  | 26 | 38 - 29 | 38 - 29 | +8  |
| 5  | HDM          | 22 | 10 | 5 | 7  | 25 | 36 - 29 | 36 - 29 | +7  |
| 6  | MOP          | 22 | 10 | 2 | 10 | 22 | 26 - 34 | 26 - 34 | -8  |
| 7  | Kampong      | 22 | 7  | 5 | 10 | 19 | 21 - 29 | 21 - 29 | -8  |
| 8  | Were Di      | 22 | 6  | 4 | 12 | 16 | 29 - 46 | 29 - 46 | -17 |
| 9  | Rotterdam    | 22 | 5  | 6 | 11 | 16 | 24 - 54 | 24 - 54 | -30 |
| 10 | Groningen    | 22 | 4  | 7 | 11 | 15 | 32 - 38 | 32 - 38 | -6  |
| 11 | Oranje Zwart | 22 | 2  | 7 | 13 | 11 | 19 - 50 | 19 - 50 | -31 |
| 12 | EMHC         | 22 | 3  | 3 | 16 | 9  | 12 - 60 | 12 - 60 | -48 |

### Legenda
| Afk.         | Betekenis                                               |
| ------------ | ------------------------------------------------------- |
| GS           | aantal gespeelde wedstrijden                            |
| W            | aantal gewonnen wedstrijden                             |
| G            | aantal gelijk gespeelde wedstrijden                     |
| V            | aantal verloren wedstrijden                             |
| P            | totaal aantal punten                                    |
| DV           | aantal gemaakte doelpunten                              |
| DT           | aantal doelpunten tegen                                 |
| DS           | doelsaldo                                               |
| Amsterdam    | Amsterdam en HGC plaatsen zich voor de Europacup I 1988 |
| Oranje Zwart | Oranje Zwart en EMHC zijn rechtstreeks gedegradeerd     |

Nederlands landskampioenschap

1921/22 ·
1922/23 ·
1923/24 ·
1924/25 ·
1925/26 ·
1926/27 ·
1927/28 ·
1928/29 ·
1929/30 ·
1930/31 ·
1931/32 ·
1932/33 ·
1933/34 ·
1934/35 ·
1935/36 ·
1936/37 ·
1937/38 ·
1938/39 ·
1939/40 ·
1940/41 ·
1941/42 ·
1942/43 ·
1943/44 ·
1944/45 ·
1945/46 ·
1946/47 ·
1947/48 ·
1948/49 ·
1949/50 ·
1950/51 ·
1951/52 ·
1952/53 ·
1953/54 ·
1954/55 ·
1955/56 ·
1956/57 ·
1957/58 ·
1958/59 ·
1959/60 ·
1960/61 ·
1961/62 ·
1962/63 ·
1963/64 ·
1964/65 ·
1965/66 ·
1966/67 ·
1967/68 ·
1968/69 ·
1969/70 ·
1970/71 ·
1971/72 ·
1972/73 ·
1973/74 ·
1974/75 ·
1975/76 ·
1976/77 ·
1977/78 ·
1978/79 ·
1979/80 ·
1980/81
Hoofdklasse dames

1981/82 · 
1982/83 · 
1983/84 · 
1984/85 · 
1985/86 · 
1986/87 · 
1987/88 · 
1988/89 · 
1989/90 · 
1990/91 · 
1991/92 · 
1992/93 · 
1993/94 · 
1994/95 · 
1995/96 · 
1996/97 · 
1997/98 · 
1998/99 · 
1999/00 · 
2000/01 · 
2001/02 · 
2002/03 · 
2003/04 · 
2004/05 · 
2005/06 · 
2006/07 · 
2007/08 · 
2008/09 · 
2009/10 · 
2010/11 · 
2011/12 · 
2012/13 ·
2013/14 ·
2014/15 ·
2015/16 ·
2016/17 ·
2017/18 ·
2018/19 ·
2019/20 ·
2020/21 ·
2021/22 ·
2022/23 ·
2023/24 ·
2024/25 ·
Nederlandse competities: Hoofdklasse (zaal) · Promotieklasse · Overgangsklasse · Eerste klasse · Tweede klasse · Derde klasse · Vierde klasse · Gold Cup · Silver Cup

Nederlands kampioenschap: Lijst van Nederlandse landskampioenen hockey · Lijst van Nederlandse landskampioenen zaalhockey

Europese competities: Euro Hockey League · Europacup I · Europa Cup II · Europacup zaalhockey